# 高貴的克羅埃西亞人廣場

高貴的克羅埃西亞人廣場

高貴的克羅埃西亞人廣場是一個位於克羅埃西亞首都薩格勒布市中心的廣場。這座廣場設計於1923年的都市計劃中，定位是城市東部新的門戶。這一地區直到第一次世界大戰結束後才開始城市化。